# تاديوز بيرد
تاديوز بيرد (بالبولندية: Tadeusz Baird)‏ هو معلم موسيقى وملحن بولندي، ولد في 26 يوليو 1928 في Grodzisk Mazowiecki ‏ في بولندا، وتوفي في 2 سبتمبر 1981 في وارسو في بولندا.

## وصلات خارجية
- الموقع الرسمي
- تاديوز بيرد على موقع IMDb (الإنجليزية)
- تاديوز بيرد على موقع الموسوعة البريطانية (الإنجليزية)
- تاديوز بيرد على موقع ميوزك برينز (الإنجليزية)
- تاديوز بيرد على موقع أول موفي (الإنجليزية)
- تاديوز بيرد على موقع قاعدة بيانات الأفلام السويدية (السويدية)
- تاديوز بيرد على موقع أول ميوزيك (الإنجليزية)
- تاديوز بيرد على موقع ديسكوغز (الإنجليزية)
- تاديوز بيرد على موقع قاعدة بيانات الفيلم (الإنجليزية)
- تاديوز بيرد على موقع كينوبويسك (الروسية)